# Ибадов, Маис
Маис Ибадов (2 августа 1978, село Сепаради, Ленкоранский район, Азербайджанская ССР, СССР) — узбекский и азербайджанский борец. Тренером Ибадова был Мамур Рузиев.
По национальности — талыш.

## Биография
На профессиональном уровне выступал за Узбекистан.
В 1995 году завоевал серебро на чемпионате Азии по борьбе в Маниле в весе до 52 кг. Также он имеет ряд наград на соревнованиях среди взрослых и юниоров. Это:
- Чемпионаты мира среди юниоров — 1996 (1-е место)[2], 1997 (2-е)[3], 1998 (2-е)[4];
- Чемпионат Азии среди юниоров — 1998 (1-е место)[5];
- Азиатские Игры — 1998 (6-е место)[6];
- Центральнозиатские Игры — 1999 (2-е место)[7].

В 2013 году выступая за сборную Азербайджана, на чемпионате мира по борьбе среди ветеранов в Боснии и Герцеговине, завоевал золотую медаль.